# Franz Josef Gießibl

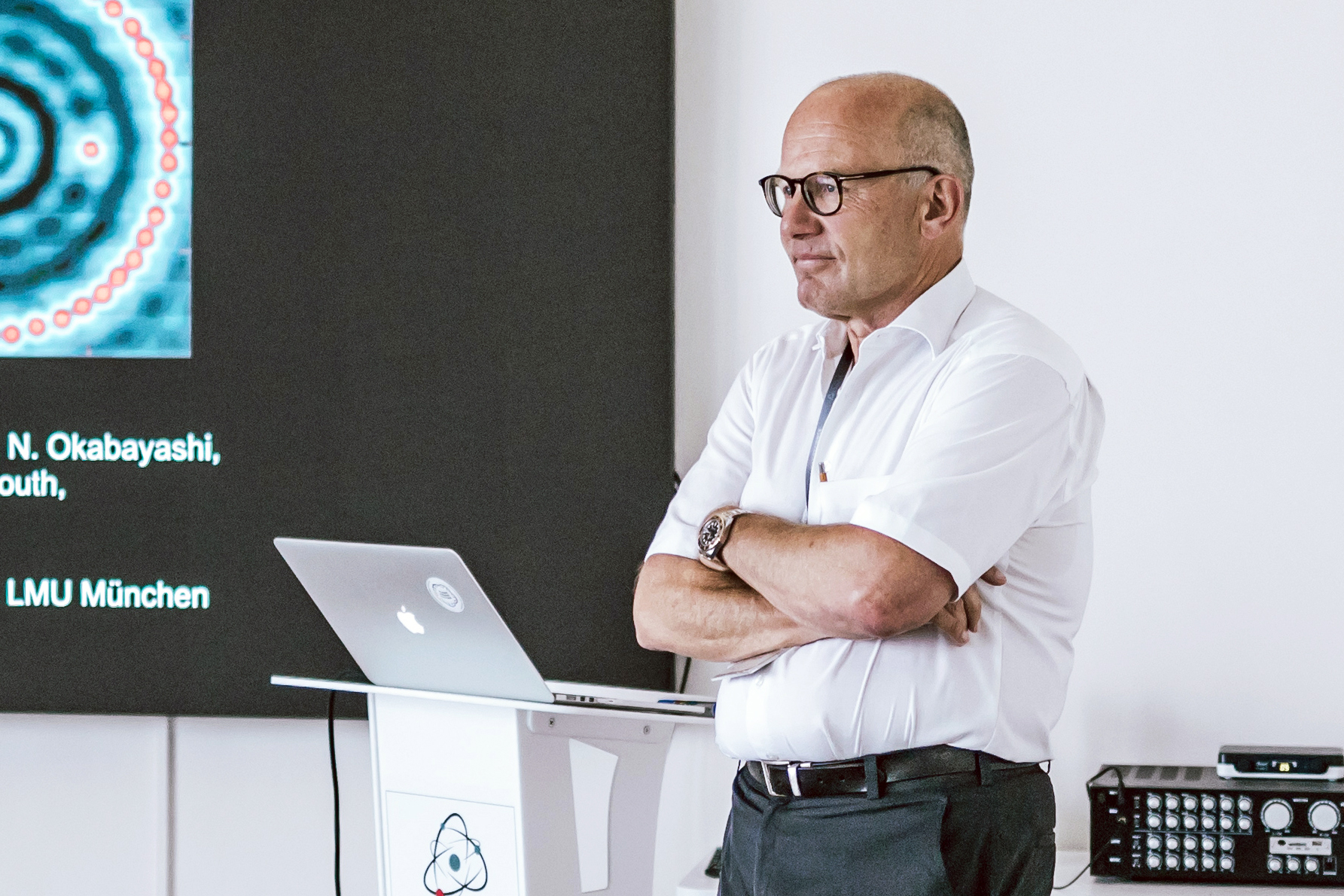
Franz Josef Gießibl 2022 am Center for Quantum Nanoscience in Seoul.

Franz Josef Gießibl (* 27. Mai 1962 in Amerang) ist ein deutscher Physiker und Universitätsprofessor an der Universität Regensburg.

## Leben
Gießibl studierte von 1982 bis 1987 Physik an der Technischen Universität München und an der Eidgenössischen Technischen Hochschule Zürich. 1988 diplomierte er an der Technischen Universität München bei Professor Gerhard Abstreiter mit einer Arbeit über experimentelle Halbleiterphysik.
Die Promotion erfolgte 1991 bei Nobelpreisträger Gerd Binnig an der Universität München über Tieftemperatur-Rasterkraftmikroskopie. Nach der Promotion entwickelte er bei Park Scientific Instruments im Silicon Valley, Sunnyvale, USA das erste Rasterkraftmikroskop, das reaktive Oberflächen wie Silizium atomar auflösen konnte. Danach arbeitete er als Senior Associate zur Unternehmensberatungsfirma McKinsey von 1995 bis 1996 und erfand er in seiner Freizeit den qPlus Sensor, eine Sonde für die Rasterkraftmikroskopie. Danach wandte er sich wieder vollständig der Forschung an der Rasterkraftmikroskopie bei Professor Jochen Mannhart an der Universität Augsburg zu und wurde 2001 habilitiert.
2006 erhielt er einen Ruf auf einen Lehrstuhl für Angewandte und Experimentelle Physik an die Universität Regensburg, den er annahm. Von 2005 bis 2010 verbrachte er mehrere Forschungsaufenthalte am IBM Research Laboratory in Almaden, Kalifornien. Von Herbst 2015 bis Frühjahr 2016 war er Gastprofessor am NIST in Gaithersburg, Maryland, USA und an der University of Maryland in College Park.
Gießibl ist verheiratet mit einer Grundschullehrerin und hat zwei Söhne.

## Wissenschaftliche Beiträge
Gießibl arbeitet seit dem Beginn seiner Promotion 1988 mit der Rasterkraftmikroskopie, verbessert sie seitdem kontinuierlich und hat grundlegende experimentelle, instrumentierungsbezogene und theoretische Arbeiten zur Rasterkraftmikroskopie verfasst.
ScholarGPS zählt ihn zu den drei am höchsten bewerteten Rasterkraftmikroskopikern (letzte 5 Jahre) und unter die 20 bedeutendsten Mikroskopiker (Lifetime).
Ein Beispiel ist der qPlus Sensor. Dieser ursprünglich auf einer Quarzstimmgabel basierende Sensor ist etwa um einen Faktor 100 steifer als herkömmliche Silizium-Kraftdetektoren und kann dadurch selbst annähernd im Kontakt mit einer Oberfläche stabil mit kleinen Amplituden von Bruchteilen eines Atomdurchmessers schwingen. Der qPlus Sensor wird heute in vielen kommerziellen und selbstgebauten Rasterkraftmikroskopen weltweit eingesetzt und hat es zum Beispiel ermöglicht, subatomare Ortsauflösung auf einzelnen Atomen und submolekulare Auflösung auf organischen Molekülen zu erreichen sowie die Bindung zwischen natürlichen und durch Quantum Corrals gebildeten künstlichen Atomen zu vermessen.

## Bücher
- S. Morita, F. J. Giessibl, R. Wiesendanger (Hrsg.): Noncontact Atomic Force Microscopy. Band 2 (= NanoScience and Technology). Springer, 2012, doi:10.1007/978-3-642-01495-6.
- S. Morita, F. J. Giessibl, E. Meyer, R. Wiesendanger (Hrsg.): Noncontact Atomic Force Microscopy. Band 3 (= NanoScience and Technology). Springer, 2015, doi:10.1007/978-3-319-15588-3.
- Franz J. Gießibl: Erster Blick in das Innere eines Atoms – Begegnungen mit Gerhard Richter zwischen Kunst und Wissenschaft. Verlag der Buchhandlung Walther König und Franz König, Köln 2022.
  - Franz J. Gießibl: First view inside an Atom― Encounters with Gerhard Richter between Art and Science. Verlag der Buchhandlung Walther König und Franz König, Köln 2022 (englisch).

## Auszeichnungen
- 1994: R&D 100 Award
- 2000: Deutscher Nanowissenschaftspreis
- 2001: Rudolf-Kaiser-Preis
- 2009: Karl Heinz Beckurts Preis der Karl Heinz Beckurts-Stiftung
- 2014: Joseph F. Keithley Award for Advances in Measurement Science der Amerikanischen Physikalischen Gesellschaft
- 2015: Rudolf-Jaeckel Preis der Deutschen Vakuumgesellschaft[18]
- 2016: Feynman Prize in Nanotechnology
- 2023: Innovation in Materials Characterization Award der Materials Research Society (USA)[19]
- 2023: Fellow of the American Physical Society (USA)[20]
- 2024: Heinrich Rohrer Medal (Grand Medal) der Surface Science Society of Japan[21]
- 2024: National Institute for Materials Science (Japan) Award – NIMS Award[22]
- 2024: International Fellow of Japan Society of Vacuum and Surface Science (JVSS)[23]
- 2025: Mitglied der European Academy of Sciences and Arts (EASA)[24]
- 2025: Fellow of European Academy of Sciences (EurASc)[25]

## Besondere Vorträge
- 2003: Vortrag in der Vertretung des Freistaates Bayern beim Bund in Berlin (22. Januar 2003) über Nanophysik[26]
- 2010: Ehrenfest Kolloquium Leiden, Niederlande (27. Oktober 2010)[27]
- 2013: Zernike Kolloquium Groningen, Niederlande (14. September 2013)[28]